# Scandal (single)
Scandal is de vierde single van het album The Miracle van de rockband Queen. Het is geschreven door Brian May maar alle nummers van dit album en de volgende albums zouden worden toegeschreven aan de hele band. Het nummer behandelt de omgang van de pers met afzonderlijke leden van de band. Voornamelijk gaat het over Brian May's relatie met actrice Anita Dobson en de geruchten rond Freddie Mercury's ziekte. Hij moest nog publiek maken dat hij leed aan hiv en aids. In het verleden had Queen al eerder slechte ervaringen met de Britse pers waardoor Mercury terughoudend werd in zijn contacten met de pers. Bij het audiocommentaar van de dvd Greatest Video Hits II steekt Roger Taylor zijn mening over dit nummer niet onder stoelen of banken: "Niet een van mijn favoriete nummers, een van de saaiste clips die we ooit gemaakt hebben. Ik herinner me er niet veel van, behalve dat ik verveeld was. Het deed me weinig en voor een nummer dat "Scandal" heet was er weinig schandaligs aan. Ik denk dat we gewoon het rijtje afgingen."

## Hitnotering
| Scandal in de Nederlandse Single Top 100 - binnen: 4 november 1989 | Scandal in de Nederlandse Single Top 100 - binnen: 4 november 1989 | Scandal in de Nederlandse Single Top 100 - binnen: 4 november 1989 | Scandal in de Nederlandse Single Top 100 - binnen: 4 november 1989 | Scandal in de Nederlandse Single Top 100 - binnen: 4 november 1989 | Scandal in de Nederlandse Single Top 100 - binnen: 4 november 1989 | Scandal in de Nederlandse Single Top 100 - binnen: 4 november 1989 | Scandal in de Nederlandse Single Top 100 - binnen: 4 november 1989 | Scandal in de Nederlandse Single Top 100 - binnen: 4 november 1989 | Scandal in de Nederlandse Single Top 100 - binnen: 4 november 1989 | Scandal in de Nederlandse Single Top 100 - binnen: 4 november 1989 |
| Week                                                               | 1                                                                  | 2                                                                  | 3                                                                  | 4                                                                  | 5                                                                  | 6                                                                  | 7                                                                  | 8                                                                  | 9                                                                  | 10                                                                 |
| ------------------------------------------------------------------ | ------------------------------------------------------------------ | ------------------------------------------------------------------ | ------------------------------------------------------------------ | ------------------------------------------------------------------ | ------------------------------------------------------------------ | ------------------------------------------------------------------ | ------------------------------------------------------------------ | ------------------------------------------------------------------ | ------------------------------------------------------------------ | ------------------------------------------------------------------ |
| Nummer                                                             | 74                                                                 | 30                                                                 | 17                                                                 | 12                                                                 | 18                                                                 | 25                                                                 | 38                                                                 | 63                                                                 | 84                                                                 | uit                                                                |